# Anderitum
Anderitum (anche Anderida o Anderidos ) era un forte della costa sassone nella provincia romana della Britannia. Le rovine sono adiacenti all'estremità occidentale dell'attuale villaggio di Pevensey nell'East Sussex, in Inghilterra. Il forte fu costruito intorno all'anno 290 e fu abbandonato dopo il saccheggio del 471 (491 secondo la Cronaca anglosassone). In seguito, i sassoni lo riutilizzarono e nell'XI secolo i normanni costruirono un castello all'estremità orientale del forte.
Il sito si deteriorò fino a diventare l'archetipo del castello medievale in rovina, il castello di Pevensey, circondato da un piccolo fossato, un ampio prato e mura difensive romane insolitamente solide su tre lati. Durante la seconda guerra mondiale, il forte romano e il castello medievale furono adattati alla guerra moderna e furono costruite casamatte nelle mura romane.

## Etimologia
Il forte è chiamato Anderidos o Anderitos nella Notitia Dignitatum, e Anderida era in passato la forma più accettata. Il nome è ritenuto la versione latinizzata del celtico ande- (un prefisso intensivo) e ritu- (elemento britannico che significa "guado", come nel moderno gallese rhyd e nel cornico ryd), che significa "Grande guado".
Il nome Andred persistette nel periodo sassone e l'area boscosa che circondava il forte divenne nota come Andredes Weald (foresta di Andred). Poiché il nome originale fu adottato in inglese, si pensa che la civiltà romano-britannica di Anderitum sia rimasta nella foresta anche dopo l'occupazione sassone: la Cronaca anglosassone registra infatti la presenza di "Wealas" (gallesi, o britannici romanizzati) nei boschi.

## Posizione

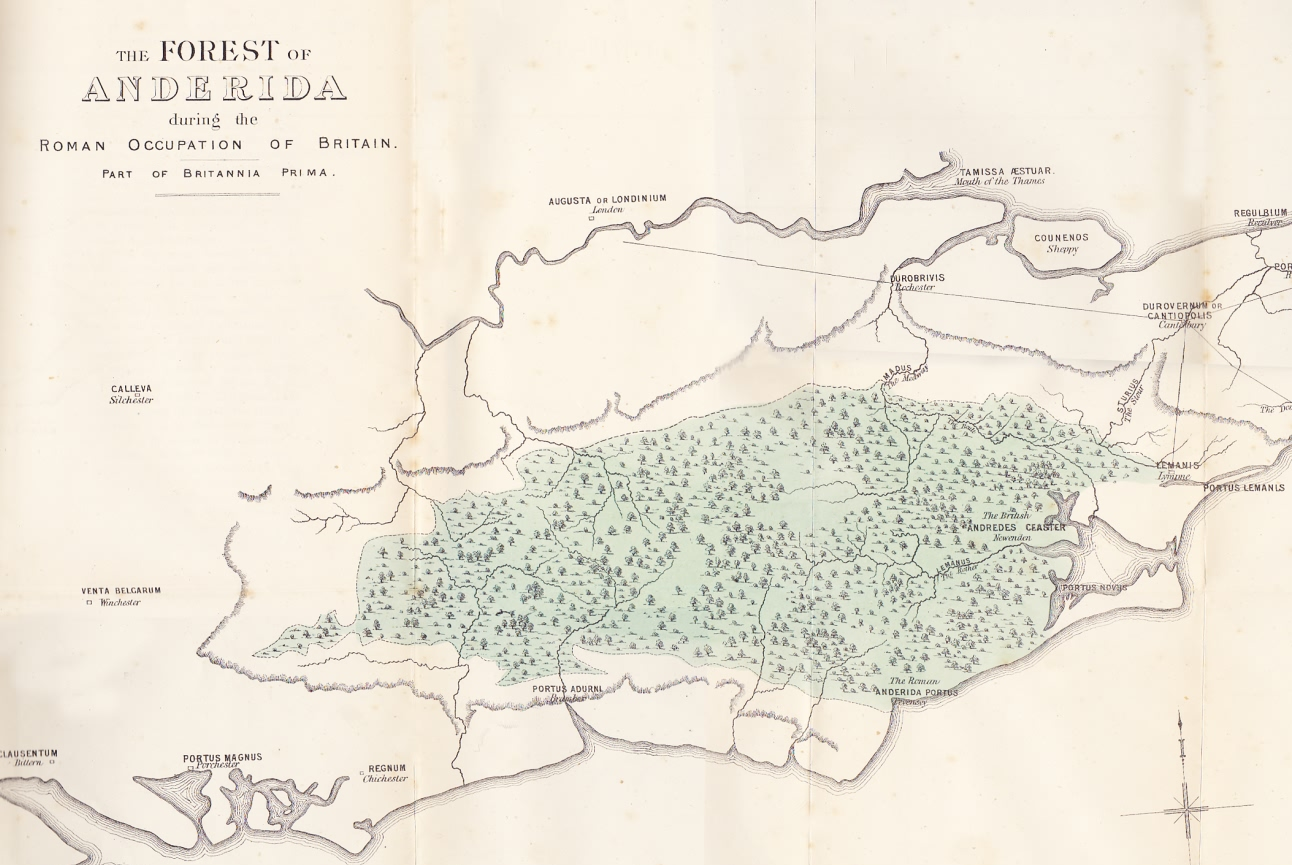
Il porto di Anderida, all'estremità meridionale della Foresta di Anderida

Il forte fu costruito su una penisola di terra che si ergeva sopra le paludi costiere. Il mare copriva quelle che oggi sono le paludi di Pevensey, circondando Anderitum su tre lati e fornendo così un punto di approdo sicuro e riparato. Questa insenatura paludosa del mare, che si estendeva nell'entroterra fino a Hailsham, era costellata di piccole aree di terra alta che durante l'alta marea svettavano come isole, tanto che in seguito ebbero i toponimi di Rickney, Horse Eye, North Eye e Pevensey, derivati dalla parola īeg che in inglese antico significa "isola".
A differenza di molti altri forti romani, non sembra che sia stato stabilito un insediamento civile o vicus al di fuori delle mura. Probabilmente ciò fu dovuto al fatto che il forte si trovava all'estremità di una penisola con spazio limitato per ulteriori costruzioni.

## Datazione
La costruzione del forte è stata datata intorno al 290, sulla base della datazione di pali di legno rinvenuti sotto le mura romane in uno scavo effettuato nel 1994. Altri forti della costa sassone furono eretti o ricostruiti in questo periodo come parte di un programma sistematico di miglioramenti alle difese costiere della Britannia romana. È probabile che Anderitum sia stato costruito per difendere la Britannia romana dalla stessa Roma. Carausio, un generale romano che comandava la Classis Britannica (la flotta romana con sede nel Canale della Manica), si ribellò contro Roma nel 286 e si dichiarò imperatore della Britannia e della Gallia settentrionale. Fu assassinato nel 293 dal suo tesoriere, Alletto, a sua volta ucciso nel 296 quando l'imperatore romano Costanzo Cloro invase la Britannia per rovesciare l'usurpatore.
Nelle fondamenta delle mura del forte sono state rinvenute monete sia di Carausio, sia di Alletto. Negli anni Trenta del XX secolo è stata ritrovata una moneta risalente al 330–335, il che ha suggerito che il forte possa aver subito un'importante rinnovamento o ricostruzione in quel periodo. Gli usurpatori (o governanti separatisti) avevano ereditato un sistema di difesa costiera – i precedenti forti della costa sassone – e potrebbero aver deciso di ampliarlo con la costruzione del castello di Pevensey e del vicino castello di Portchester, Portus Adurni.
Sembra che Anderitum fosse un collegamento chiave tra i forti della costa sassone, che si estendevano dall'Hampshire al Norfolk e potrebbero essere stati collegati da torri di guardia intermedie. La Notitia Dignitatum menziona una flotta che presumibilmente vi aveva sede, la Classis Anderidaensis. È possibile che agisse in coordinamento con le unità navali basate sull'altra sponda della Manica per intercettare le navi dei pirati di passaggio. Come per gli altri forti della costa sassone, la posizione di Anderitum in un porto strategico avrebbe consentito ai romani di controllare l'accesso alla costa e impedire agli invasori di penetrare nell'entroterra. Il forte era collegato da una strada costruita in epoca tardo romana, probabilmente contemporanea alla fortificazione.

## Costruzione

Muratura romana nelle mura di Anderitum, che mostra i caratteristici strati di mattoni romani

È stato stimato che furono necessarie circa 160.000 giornate uomo per costruire il forte, equivalenti a 285 uomini che lavorarono per due anni oppure a 115 uomini per cinque anni.
La quantità di materiali da costruzione necessaria fu molto elevata, pari a circa 31 600 metri cubi (1 120 000 cu ft) di pietra e malta. Non si sa come sia stato trasportato sul sito, ma quel volume di materiale avrebbe richiesto circa 600 carichi di barche o 49.000 carichi di carri e 250 carri trainati da 1.500-2.000 buoi per spostarlo dalle cave a Pevensey. Dato l'enorme fabbisogno, sembra più probabile che le materie prime siano state invece spostate via mare, sebbene anche questa operazione avrebbe dovuto impiegare 18 navi per il rifornimento continuo di materiali in un arco temporale di almeno 280 giorni di lavoro.
La cortina muraria non è stata costruita tutta in una volta ma in segmenti, come si può vedere dalle interruzioni verticali nella muratura in pietra che segnano il punto in cui le sezioni si incontravano. Il muro è costruito su fondazioni complesse costituite da macerie e legname inseriti in un fossato profondo 15 piedi (4,6 m). Pali di quercia furono conficcati nella trincea e pressati con selce e argilla, sopra i quali fu fissata una struttura orizzontale di travi di quercia con altra selce e argilla. Le fondamenta furono infine ricoperte di cemento prima di costruirvi sopra i muri. Alcuni legni sono sopravvissuti e hanno consentito agli archeologi di datare il forte con il metodo della dendrocronologia.

## Guarnigione
Anderitum è registrato nella Notitia Dignitatum come base del praepositus numeri Abulcorum – un'unità di fanteria o numerus dei limitanei o forze di confine. Il manoscritto menziona anche unità dell'esercito e della marina che portano il nome del forte in relazione al Vicus Julius, nell'esercito romano in Gallia e di stanza a Lutetia (l'attuale Parigi ). Ciò suggerisce che al momento della stesura della Notitia, la guarnigione originaria fosse stata spostata in Gallia e sostituita con il numerus Abulcorum. Gli Abulci sono menzionati in relazione all'esercito da campo in Gallia e nella repressione della ribellione di Magnenzio in Pannonia Secunda nel 351. Non è noto se il loro nome sia geografico o funzionale, ma la loro descrizione da parte di Zosimo suggerisce che fossero un corpo di truppe d'élite che prestava servizio sia nell'esercito da campo che, probabilmente sotto forma di un unico distaccamento, ad Anderitum. Potrebbero essere stati foederati, truppe reclutate tra le tribù barbariche alleate e poste sotto il comando di un prefetto romano, o forse anche un'unica banda di guerrieri con il proprio capo. Numeri simili furono registrati nella Notitia Dignitatum come di stanza in altri forti della costa sassone.

## Epoca post-romana
Dopo il ritiro dalla Britannia, i civili romano-britanni locali presero il controllo del forte e il nome celtico latinizzato continuò ad essere utilizzato fino al periodo sassone. La Cronaca anglosassone afferma che i Sassoni "assediarono Andredes ceaster e guidarono la popolazione nel Weald, che continuò ad essere distintamente romano-britannico ed era conosciuto come "Andred'sley" o "Andreds Weald"."
Oggi si ritiene che questo evento sia occorso intorno al 471 anziché nella data registrata dalla Cronaca (a causa di un errore di datazione di Gildas, dal cui lavoro si ispira la Cronaca). Non è chiaro se il forte abbia continuato a ospitare britanni o sassoni dopo questo evento, ma sembra che sia stato reinsediato intorno alla metà del VI secolo da una comunità sassone che ha lasciato prove della sua occupazione sotto forma di ceramiche, vetro e altri oggetti. Nel tardo periodo anglosassone, Pevensey era diventato un affermato porto di pesca e produttore di sale.

## Medioevo e periodo successivo
Quando Guglielmo il Conquistatore lanciò la sua invasione dell'Inghilterra sbarcando nella baia di Pevensey il 28 settembre 1066, il suo esercito si riparò per la notte in una fortificazione temporanea all'interno dell'antico forte romano. L'esercito partì per Hastings il giorno successivo, diretto allo scontro con gli anglosassoni nella battaglia di Hastings. Il forte fu trasformato in castello intorno al 1100 e continuò ad essere occupato fino all'epoca elisabettiana.

### Approfondimenti
- Andrew Pearson, Building Anderita Late Roman Coastal Defences and the Construction of the Saxon Shore Fort at Pevensey, in Oxford Journal of Archaeology, vol. 18, 1999,  pp. 95-117, DOI:10.1111/1468-0092.00073.
- Andrew Pearson, The Roman Shore Forts. Coastal Defences of Southern Britain, The History Press, 2002.